# IJzeren Garde

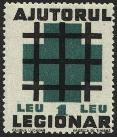
Postzegel van de IJzeren Garde

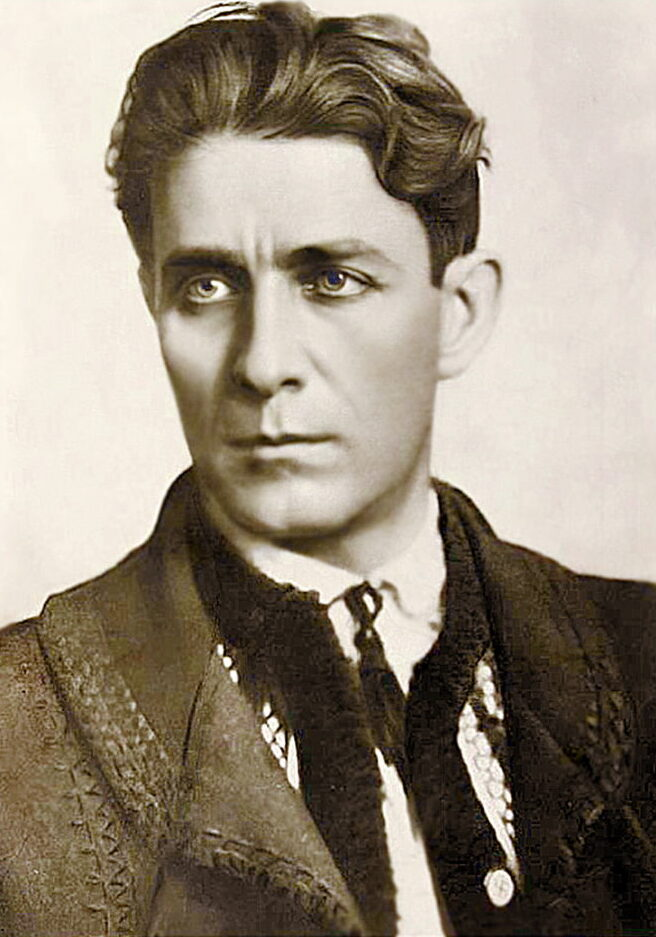
Corneliu Zelea Codreanu

De IJzeren Garde (Roemeens: Garda de Fier, ook wel genaamd: Totul pentru Țară, Alles voor het Vaderland) was een Roemeense fascistische organisatie, in 1927 opgericht door de charismatische Corneliu Zelea Codreanu. In de beginjaren heette zij nog Het Legioen van de Aartsengel Michael (Roemeens: Legiunea Arhanghelului Mihail), en was het meer een terroristische organisatie dan een politieke partij.
Codreanu had een bijna heidense obsessie voor de natuur. Leden van zijn beweging droegen zakjes met aarde met zich mee, afkomstig van slagvelden waar Roemeens bloed was vergoten. Daarom paste het ook in zijn filosofie dat de bron van alle kennis en wijsheid de Roemeense boer was. Zijn tegenpool was de Jood, die - volgens Codreanu - niet te vertrouwen was en slechts Roemenen bedroog en uitbuitte om er zelf beter van te worden. Daarnaast verachtte hij de decadente zakenelite en hofkliek rond koning Carol II, niet in de laatste plaats het trio aan de top: de koning die zijn vrouw bedroog met een Jodin, zijn minnares Elena Lupescu en de decadente Ernest Urdareanu. Zijn standpunten vonden een gewillig oor, met name in het verarmde Moldavië, waar bovendien het antisemitisme welig tierde.
Na een aantal jaren voelde het Legioen zich in 1931 sterk genoeg om naar buiten te treden: als IJzeren Garde wilde men als massabeweging de politiek ingaan en Roemenië veroveren. Ook richtte Codreanu de Echipa Morții (doodseskaders) op, een terreurbeweging die tot taak had tegenstanders te vermoorden en te intimideren. Zij vermoordden twee premiers en verscheidene politici (een van hen vermoordden zij zelfs in een ziekenhuis waar hij herstelde van een operatie). Ze waren dan ook genoodzaakt tijdelijk ondergronds te gaan. In 1937 deden zij echter onder de leus Totul Pentru Tara (Alles voor het land) mee aan de parlementsverkiezingen en wonnen 16% van de stemmen. Daarnaast ging nog eens 9% naar een extreem antisemitische alliantie van de dichter Goga en de professor Cuza, die als rechtendocent de jonge Codreanu aan de universiteit van Iași had beïnvloed met zijn antisemitische ideeën.
De koning hoopte dat hij de Garde de wind uit de zeilen kon nemen door Goga en Cuza te laten regeren. Het tegengestelde gebeurde echter: Gardisten, Legionairs, Doodscommando's en Lancieri gingen zich te buiten aan moordpartijen en berovingen van Joden en anderen die hen toevallig voor de voeten liepen. De Goga-Cuza regering viel al na 3 maanden. Uiteindelijk ontstond onenigheid en begonnen fascisten en antisemieten elkaar te bevechten in de daaropvolgende verkiezingscampagne. Het land dreigde in chaos weg te zakken en de koning greep in. Kopstukken en militairen kozen voor een weliswaar autoritair, maar zeker en veilig koninklijk bewind en trokken zich ten gunste van de koning uit de politiek terug. De leiding van de IJzeren Garde, inclusief Codreanu, werd gearresteerd, doodgeschoten en met zuur overgoten in 1938. Horia Sima nam de taken van Codreanu waar. De rol van de IJzeren Garde was echter voorlopig uitgespeeld: ze werd verboden, moest weer ondergronds gaan en zelfs Hitler en Mussolini namen afstand van deze extreem militante fascistische groepering.

## Tweede Wereldoorlog
In 1940 werd Roemenië gedwongen Bessarabië en Boekovina aan de Sovjet-Unie af te staan. Hitler had dit Stalin beloofd en liet koning Carol II botweg weten dat hij het maar had te accepteren. Ontevredenheid en een volksopstand hadden de vlucht van de koning, en de installatie van een nieuwe regering tot gevolg. Maarschalk Ion Antonescu werd de militaire bewindhebber, maar deelde de macht met de IJzeren Garde. Opnieuw gaven Gardisten zich over aan extreem geweld, met name in Iași. In leer geklede Gardisten op motorfietsen, op zoek naar slachtoffers en kostbaarheden, werden een bekend straatbeeld 's nachts in de straten van Boekarest. Ook werden buitenlandse staatsburgers door Gardisten lastiggevallen of gemolesteerd, en dreigde de chaos weer de overhand te krijgen. Ironisch genoeg werd dit bewind later gedwongen ook een deel van Transsylvanië aan Hongarije terug te geven.
Vanwege de chaos die de Garde veroorzaakte, besloot Antonescu in te grijpen en in januari '41 werd de Garde (met Duitse goedkeuring) uit de regering gezet. Een opstand van Gardisten die volgde werd hardhandig neergeslagen. Sindsdien zou de IJzeren Garde nooit meer een rol spelen.

## Martelaren
In 2016 werd in Roemenië wetgeving van kracht, die verheerlijking van het fascisme en het nationaalsocialisme, alsmede het ontkennen van de Holocaust, strafbaar stelt. Ook de IJzeren Garde valt onder dit verbod en haar leiders mogen niet als martelaren worden geafficheerd. Toch is in het land een uiterst rechtse partij actief, de Alliantie van de Verenigde Roemenen, die zich verwant voelt aan het legioen. En op 31 januari 2022 zei erevoorzitter Călin Georgescu op een televisiestation, dat de leiders van de Garde en dictator Antonescu ook goede dingen hebben gedaan. Hij nam zelfs het woord "martelaren" in de mond, al kon hij dat vanwege het verbod niet toelichten.